# 11946 Bayle
11946 Bayle è un asteroide della fascia principale. Scoperto nel 1993, presenta un'orbita caratterizzata da un semiasse maggiore pari a 3,1567347 UA e da un'eccentricità di 0,1356055, inclinata di 0,50380° rispetto all'eclittica.